# طائر نوء أبيض الوجه
طائر نوء أبيض الوجه (الاسم العلمي: Pelagodroma  marina) (بالإنجليزية: White-faced  Storm  Petrel)‏ هو طائر ينتمي إلى طيور النوء (فصيلة: Hydrobatidae).